# Fissidens lachmannii
Fissidens lachmannii är en bladmossart som beskrevs av Maurice Bizot 1974. Fissidens lachmannii ingår i släktet fickmossor, och familjen Fissidentaceae. Inga underarter finns listade i Catalogue of Life.